# Kuşçukuru
Kuşçukuru (ehemals Kelhok) ist ein Dorf im Südosten der Türkei. Das Dorf liegt ca. 5 km nördlich von der Kreishauptstadt Beşiri in der Provinz Batman auf 630 m über dem Meeresspiegel.
Im Jahre 2009 lebten 178 Menschen in Kuşçukuru. 2017 sank die Einwohnerzahl auf 130 Personen. Das Dorf war ursprünglich Siedlungsgebiet der Jesiden, die heute größtenteils im Ausland leben.
Bis Anfang der 1990er Jahre gehörten das Dorf und der gesamte Landkreis zu der Provinz Siirt. Am 18. Mai 1990 wurden Dorf und Landkreis der Provinz Batman zugeordnet.